# Invercargill Central
Invercargill Central est une banlieue abritant un centre d’affaire d’Invercargill, située dans la région du Southland, au sud de l’Île du Sud de la Nouvelle-Zélande.

## Municipalités limitrophes
L'aéroport (en) et l'hôpital de la croix du Sud (en) sont situés à Invercargill.

## Démographie
La zone statistique d’Invercargill Central couvre 9,18 km2, mais elle inclut l’aéroport d’Invercargill, qui lui-même a une surface de 5,22 km2 mais sans population résidente, si bien que la partie habitée de la banlieue d’Invercargill Central couvre seulement 3,96 km2.
Cette partie a une population estimée de 1 469 habitants en juin 2022 avec une densité de population de 369 personnes par km2.

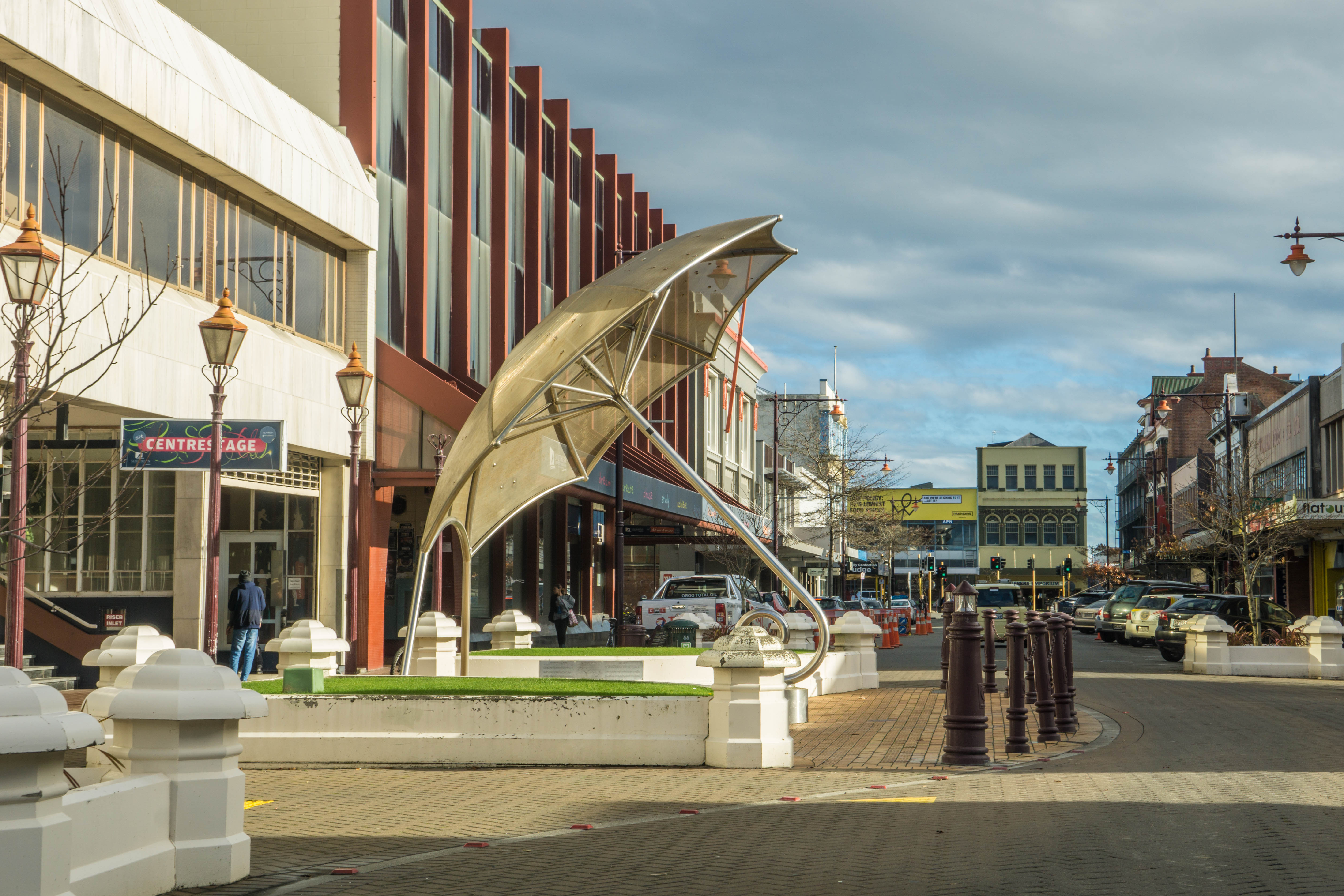
The Umbrella sculpture située dans Don Street

Invercargill Central a une population de 1 365 habitants lors du recensement de 2018, en augmentation de 240 personnes (21,3 %) depuis celui de 2013 et une augmentation de 210 personnes (18,2 %) par rapport à celui de 2006. 
Il y a 462 logements avec 777 hommes et 591 femmes, donnant un sexe-ratio de 1,31 hommes pour une femme. 
L’âge médian est de 34,6 ans (comparé avec les 37,4 ans au niveau national), avec 126 personnes (9,2 %) âgées de moins de 15 ans, 420 personnes (30,8 %) âgées de 15 à 29 ans, 627 personnes (45,9 %) âgées de 30 à 64 ans  et 195 personnes (14,3 %) âgées de 65 ans ou plus.
L’ethnicité est pour 60,9 % européenne/Pakeha, 14,7 % maorie, 2,6 % issue du Pacifique , 27,5 % d’origine asiatique et 4,4 % d’une autre ethnicité (le total peut faire plus de 100 % dans la mesure où une personne peut s’identifier de multiples ethnicités en fonction de sa parenté).
La proportion de personnes nées outre-mer est de 36,0 %, comparée avec les 27,1 % au niveau national.
Bien que certaines personnes refusent de donner leur orientation religieuses lors du recensement, 41,3 %, n’ont aucune religion, 36,7 % sont chrétiens, 5,3 % sont hindouistes, 2,9 % sont musulmans, 2,4 % sont bouddhistes et 4,4 % ont une autre religion.
Parmi ceux d’au moins 15 ans d’âge, 285 personnes (23,0 %) ont une licence ou un degré supérieur et 231 personnes (18,6 %) n’ont aucune qualification formelle. 
Les revenus médian sont de 16,500 $, comparés avec les 31,800 $ au niveau  national. 84 personnes (6,8 %) gagnent plus de 70,000 $ comparés avec les 17,2 % au niveau national.
Le statut d’emploi de ceux d’au moins 15 ans d’âge est pour 396 personnes (32,0 %) :employées à plein temps, 216 personnes (17,4 %)  à temsp partiel et 114 personnes (9,2 %) sont sans emploi.
Le centre d'Invercargill est la seule zone du Southland à avoir des immeubles commerciaux de grande hauteur qui sont les plus élevés du sud de la planète. 

## Éducation
- La Middle School d'Invercargill est une école publique du primaire pour les années 1 à 6[4]. L’école a ouvert en 1873 sous le nom de Invercargill Grammar School, avant de devenir l'Invercargill District High School et ensuite l'Invercargill Central School, et a adopté son nom actuel en 1885[5]

La St Joseph's School est une école catholique intégrée au public qui accueille les élèves des années 1 à 8.
L’école a une histoire continue depuis l’année 1882 et trouve ses origines dès la fin de l’année 1860.
- Les trois campus du Southern Institute of Technology (en) d’Invercargill sont aussi dans Invercargill Central[8].